# Endodothella martinii
Endodothella martinii är en svampart som beskrevs av Bat. 1960. Endodothella martinii ingår i släktet Endodothella och familjen Phyllachoraceae.   Inga underarter finns listade i Catalogue of Life.